# Новоалександровское сельское поселение (Мордовия)
Новоалександровское се́льское поселе́ние — упразднённое муниципальное образование в Старошайговском районе Мордовии Российской Федерации.
Административный центр — село Новая Александровка.

## История
Образовано в 2005 году в границах сельсовета.
Упразднено законом от 24 апреля 2019 года, а входившие в  его состав населённые пункты были включены в Новофёдоровское сельское поселение (сельсовет).

## Население
| 2002 | 2010 | 2012 | 2013 | 2014 | 2015 | 2016 |
| ---- | ---- | ---- | ---- | ---- | ---- | ---- |
| 440  | ↘305 | ↘291 | ↘286 | ↘274 | ↘260 | ↘254 |
| 2017 | 2018 | 2019 |      |      |      |      |
| ↘244 | ↘243 | ↘238 |      |      |      |      |

## Состав сельского поселения
| № | Населённый пункт    | Тип населённого пункта | Население |
| - | ------------------- | ---------------------- | --------- |
| 1 | Верякуши            | село                   | ↘17       |
| 2 | Гавриловка          | деревня                | ↘64       |
| 3 | Кивчей              | деревня                | ↘10       |
| 4 | Новая Александровка | село                   | ↘206      |
| 5 | Трегубовка          | деревня                | ↘8        |